# آرننهورن
آرننهورن (به لاتین: Arnenhorn) یک کوه در سوئیس است که در کانتون برن واقع شده‌است. آرننهورن ۲٬۲۱۱ متر بالاتر از سطح دریا واقع شده‌است.